# Износ
Износ е продажба на местни стоки от дадена страна за чужбина. В тесния смисъл на думата включва само стоките, които са произведени или преработени в страната, а останалите – внесени и изнесени без преработка, се наричат реекспорт. В най-широкия смисъл на думата тук се включват и стоките с нетърговско предназначение.
Износът се контролира от митническите учреждения на изнасящата страна. За дата на износната операция се смята датата на митническото оформяне и пропускане на стоките. Данните за износа обикновено се различават според източника им, като най-изчерпателни са данните, подавани от износителите за националната търговска статистика.
Предмет на износ могат да бъдат и други материални и нематериални ценности като електричество, софтуер, патенти и лицензии, ценни книжа, чужда и местна валута, злато и други ценни метали. Те обаче не се отчитат от националната търговска статистика за износа.
Държавата е заинтересована от развитието на износа, чрез който се разширяват пазарите на местните фирми и се повишава ефективността на тяхната дейност. Ето защо специализирани държавни органи провеждат политика на стимулиране на износа с различни средства – експортни премии, дотации, субсидии, изгодно кредитиране, застраховане на експортни кредити, привилегировано снабдяване на износителите и др.

## Стратегия за ефективен износ
С помощта на линейното програмиране може да бъде изведен обобщен модел за оптимизация на износа. За целта се въвеждат следните величини:
{\displaystyle Y_{ik}} е количеството крайна продукция на отрасъл, което страната изнася и продава на {\displaystyle k}-ти външен пазар, {\displaystyle \epsilon _{ik}} – експлоатационните разходи за единица крайна продукция, която се изнася и бива продавана, {\displaystyle \epsilon _{ik}^{'}} – експлоатационните разходи за единица крайна продукция, която се изнася, {\displaystyle \tau _{ik}} – транспортните разходи за изнесена и продадена единица продукция, {\displaystyle \tau _{ik}^{'}} – транспортните разходи само за изнесена единица продукция, {\displaystyle \rho _{ik}} и {\displaystyle \rho _{ik}^{'}} – разходите по продажба с различен състав, {\displaystyle E} – валутният курс, показващ колко единици национална валута струва единица чуждестранна валута, {\displaystyle P_{ik}^{international}} – международната цена, по която става продажбата, {\displaystyle Y_{i}} – предназначената за износ крайна продукция, {\displaystyle \$V} – обемът валута, която страната непременно трябва да получи от износа на стоки и услуги, {\displaystyle q_{ik}} и {\displaystyle Q_{ik}} – съответно минималното и максималното количества стоки, което страната може да изнесе и продаде.
Линейната функция {\displaystyle \Lambda =\left\{\sum _{i=1}^{n}\sum _{k=1}^{m}Y_{ik}(\epsilon _{ik}+\tau _{ik}+\rho _{ik})+\left[\sum _{i=1}^{n}\sum _{k=1}^{m}Y_{ik}^{'}(\epsilon _{ik}^{'}+\tau _{ik}^{'}+\rho _{ik}^{'})E\right]\right\}\to min}
при следните ограничителни условия:
{\displaystyle \sum _{i=1}^{n}\sum _{k=1}^{m}Y_{ik}P_{ik}^{international}\geq \$V,}
{\displaystyle \sum _{k=1}^{m}Y_{ik}\leq Y_{i},}
{\displaystyle q_{ik}\leq Y_{ik}\leq Q_{ik}.}